# Эпельбаум, Наум Моисеевич
Наум Моисеевич Эпельбаум (1 мая 1927, Аккерман, Бессарабия, Румыния — 13 октября 2019, Бат-Ям, Израиль) — молдавский советский скульптор-монументалист.

## Биография
Наум Эпельбаум родился в южном бессарабском городке Аккерман (Четатя Албэ). Учился в румынской гимназии Михай Эминеску в Кишинёве. В 1950 году окончил художественную школу имени И. Е. Репина там же и в 1956 году — Высшее художественно-промышленное училище имени В. И. Мухиной в Ленинграде (по классу профессора Р. Таурит).

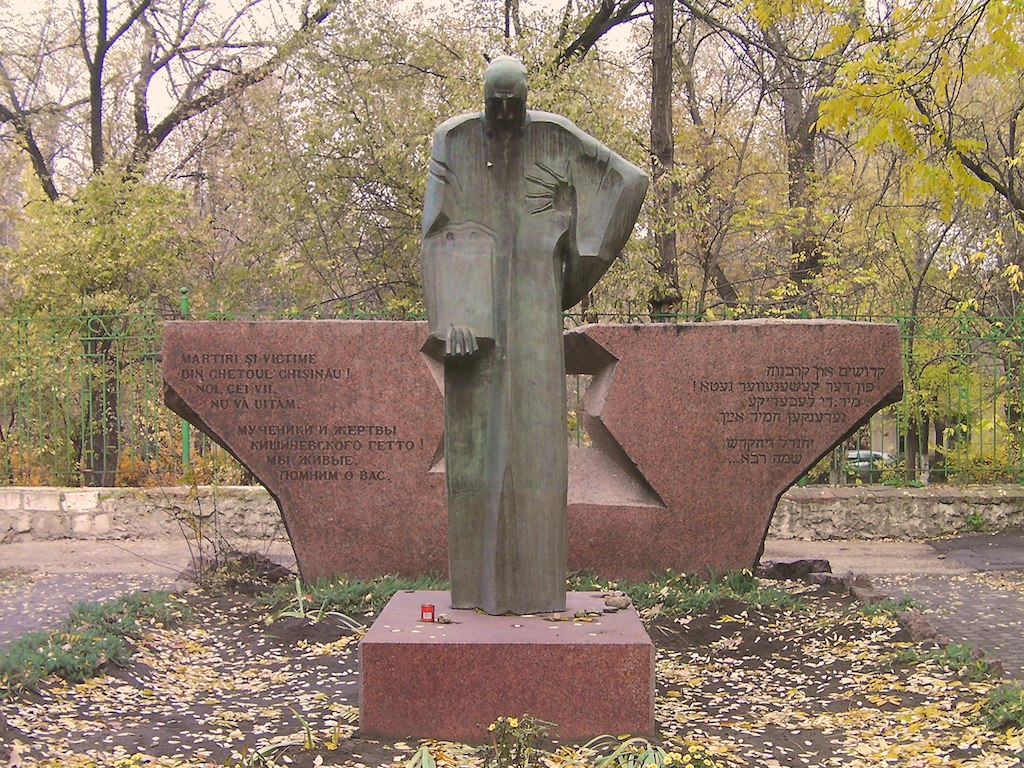
Памятник жертвам еврейского гетто (Кишинёв)

Автор памятников в честь освобождения Кишинёва от немецко-фашистских захватчиков (совместно с Л. И. Дубиновским, 1969), в память узников кишинёвского гетто (1991) и жертв Кишинёвского погрома 1903 года (1993), а также мемориального комплекса «Жертвы фашизма» на месте расстрела евреев в Дубоссарах (1989), памятника погибшим землякам в молдавском селе Кожушна (1961), памятника Ленину в селе Чобручи (Слободзейского района); совместно с женой, Брунгильдой Эпельбаум-Марченко — памятника революционеру Павлу Ткаченко в Бендерах (1961).
С начала 1990-х годов и до конца жизни жил в Бат-Яме (Израиль).

## Семья
- Жена — скульптор Брунгильда Петровна Эпельбаум-Марченко (27 июня 1927 — 21 ноября 2014), выпускница кишинёвской художественной школы имени Репина (1950) и Высшего художественно-промышленного училища имени В. И. Мухиной в Ленинграде (1957). Выставка работ четы Эпельбаум к 75-летию со дня рождения была организована Национальным художественным музеем Молдовы в 2002 году.
- Зять — скульптор Борис Абрамович Цельникер (род. 1952).

## Галерея
- Авторская галерея Н. М. Эпельбаума
- Памятник узникам гетто (Кишинёв)
- Памятник Освобождения (Кишинёв) ([bse.sci-lib.com/a_pictures/17/13/238626677.jpg другой вид])
- Скульптура «Новая жизнь» (1986)